# Dolni Vit, Plevna
Dolni Vit (în bulgară Долни Вит, în trecut Șămlievo sau Șamlău) este un sat în comuna Guleanți, regiunea Plevna, Bulgaria. Satul a fost locuit de români.

## Demografie
Componența etnică a satului Dolni Vit
     Bulgari (99,03%)
     Nicio identificare (0,96%)
     Altele (0%)
La recensământul din 2011, populația satului Dolni Vit era de 517 locuitori. Din punct de vedere etnic, majoritatea locuitorilor (99,03%) erau bulgari. Pentru 0,96% din locuitori nu este cunoscută apartenența etnică.